# Hôpital du Saint-Esprit (Paris)
Pour les articles homonymes, voir Hôpital du Saint-Esprit.
L'hôpital du Saint-Esprit est une ancienne institution religieuse parisienne d'hospitalité des enfants déshérités et abandonnés. 

## Situation

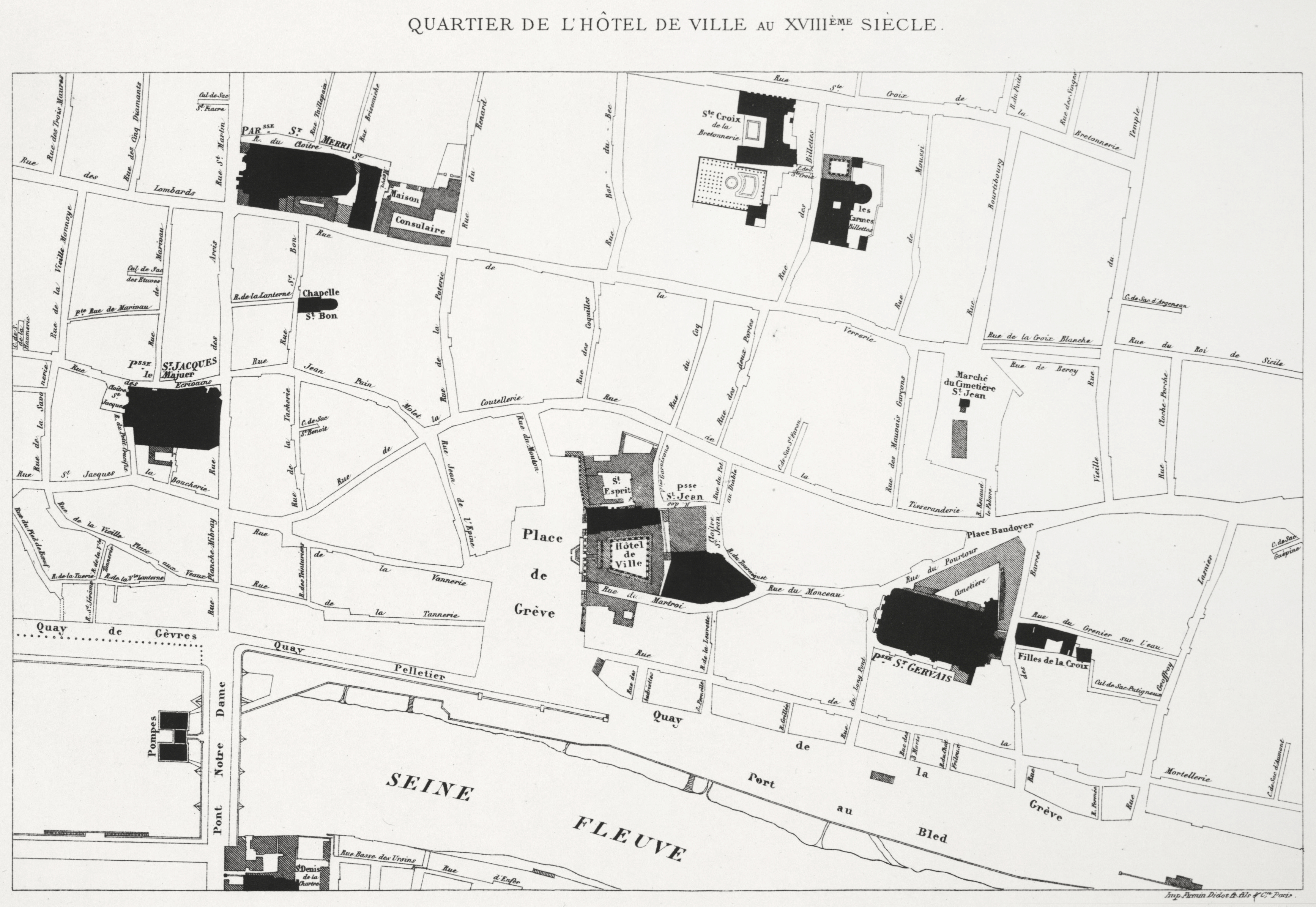
L'hôpital sur un extrait de l'atlas de Verniquet (fin XVIIIe siècle).

L'hôpital se situait à l'emplacement de l'aile nord de l'hôtel de ville de Paris.

## Historique
L'hôpital est fondé en 1362 après que des personnes charitables ont acheté une maison et une grange sur la place de Grève afin d'accueillir les orphelins nés de légitime mariage et dont les père et mère sont décédés à l'Hôtel-Dieu de Paris. Le pape Urbain V confirme la fondation de cet hôpital. Les enfants des deux sexes sont reçus jusqu'à l'âge de neuf ans. Une somme de 150 livres, donnée à leur entrée, devait leur être rendue à leur sortie de cet hôpital.
L'église est construite en 1406.
En juillet 1533, un accord est trouvé entre l'hôpital et la municipalité. Cette dernière fait l'acquisition des terrains appartenant à l'hôpital du Saint-Esprit et qui bordent l'édifice au nord afin de permettre l'agrandissement de l'hôtel de ville. Une façade est construite devant la chapelle de l'hôpital afin qu'elle soit visuellement incorporée à l'extension de Boccador.
Par lettres-patentes du 23 mai 1679, l'hôpital du Saint-Esprit est réuni à l'hôpital général de Paris. 
Par décret du 5 avril 1792, les prêtres du Saint-Esprit sont définitivement supprimés. 
L'église et les bâtiments qui en dépendaient sont démolis en 1798. Sur l'emplacement de l'hôpital, sont érigés en 1810 diverses constructions, notamment l'hôtel du préfet de la Seine. Ces bâtiments sont abattus à leur tour en 1841 pour permettre l'agrandissement de l'hôtel de ville.